# طهطا (مركز)
مركز طهطا، مركز إداري مصري. يقع في محافظة سوهاج الواقعة في جمهورية مصر العربية. القاعدة الإدارية للمركز هي مدينة طهطا.